# Сисоєвка (Большемурашкинський район)
Сисоєвка (рос. Сысоевка) — присілок в Большемурашкинському районі Нижньогородської області Російської Федерації.
Населення становить 3 особи. Входить до складу муніципального утворення Холязинська сільрада.

## Історія
Від 2009 року входить до складу муніципального утворення Холязинська сільрада.

## Населення
| 1999 | 2002 | 2010 |
| ---- | ---- | ---- |
| 11   | →11  | ↘3   |